# Allan Highet
David Allan Highet, né le 27 mai 1913 et mort le 28 avril 1992, est un homme politique néo-zélandais,,,.